# رالف قود
رالف قود (بالإنجليزية: Ralph Good)‏ هو لاعب كرة قاعدة أمريكي، ولد في 25 أبريل 1886 في مونتيسيلو في الولايات المتحدة، وتوفي في 24 نوفمبر 1965 في ووترفيل في الولايات المتحدة.